# 贝恩德·弗尔斯特
贝恩德·弗尔斯特（德語：Bernd Förster，1956年5月3日—），德国男子足球运动员，场上位置是后卫。他曾代表西德国家队参加1982年国际足联世界杯，结果队伍获得亚军。

## 家庭
弟弟卡尔海因茨·弗尔斯特。